# Джоунсбъроу
Джоунсбъроу (на английски: Jonesboro, звуков файл и буквени символи за произношението ) е град в Арканзас, Съединени американски щати, административен център на окръг Крейгхед, задено с град Лейк Сити. В града се намира Арканзаския щатски университет. Населението на Джоунсбъроу е около 59 000 души (2005).
В Джоунсбъроу е роден писателят Джон Гришам (р. 1955).